# Light My Fire
Light My Fire ist ein Song der US-amerikanischen Rockband The Doors aus dem Jahr 1967. Das Stück erreichte Platz eins der amerikanischen Singlecharts, belegt Platz 35 der 500 besten Songs aller Zeiten des Rolling-Stone-Magazins und brachte es zum Millionenseller.
Light My Fire ist ein Beispiel des Psychedelic Rock und ein frühes Beispiel des Jazz-Rocks.

## Entstehungsgeschichte
Der Keyboarder Ray Manzarek erzählte in einem Interview, dass die Doors im März 1966 keine neuen Eigenkompositionen hatten. Auch das Vorhaben, über das Wochenende gleich mehrere neue Stücke fertigzustellen, scheiterte, und nur Robby Krieger präsentierte Light My Fire. Größtenteils von Krieger verfasst, wurde der Titel nachträglich der gesamten Band zugeschrieben. Die Gruppe spielte den Song ab Mai 1966 live im Whisky a Go Go, wo sie 1965 von Elektra Records entdeckt worden war.
Mit dem Musikproduzenten Paul A. Rothchild und dem Toningenieur Bruce Botnick nahmen sie zwischen dem 24. und 31. August 1966 in den Tonstudios der Sunset Sound Recording in Los Angeles für ihr Debütalbum The Doors insgesamt elf Titel auf, darunter die zwei jeweils über sieben Minuten dauernden Takes von Light My Fire. Die Basslinien waren an Fats Dominos Blueberry Hill angelehnt. Dafür wurde zunächst kein Bass verwendet, sondern Manzarek spielte die Basslinien auf einem Rhodes Piano Bass. Manzarek spielte auch die melodieführende Orgel, eine Vox Continental. Der Studiomusiker Larry Knechtel von der Wrecking Crew verstärkte die Basseffekte durch seinen E-Bass, dann wurde der markante Nachhall über die Echokammer erzeugt. Das Intro ist eine Paraphrase von Bachs Invention 8 (BWV 779). Rothchild hatte die Idee, dieses Intro auch als Outro zu verwenden.
Charakteristisch für die Doors waren ausgedehnte Gitarren- und Orgelsoli, wodurch die Originalfassung von Light My Fire auf dem Debütalbum sieben Minuten und acht Sekunden (einschließlich Nachhall) dauert. Die Gruppe erfüllte nach anfänglichen Widerständen die Bitte der Plattenfirma nach einer kürzeren Version und nahm das Stück nochmals auf. Diese Version war jedoch schlechter, so dass Produzent Rothchild die Albumfassung für die Single auf zwei Minuten und 52 Sekunden durch Herausschneiden des größten Teils der Gitarren- und Orgelsoli kürzte.
Umstritten ist, ob der Text den Drogenkonsum verherrlicht. Mit „Mein Feuer anzünden“ kann ein Joint gemeint sein, aber auch den Protagonisten „anmachen“. „Girl we couldn’t get much higher“ kann als drogenbezogener Hinweis („high“) zu verstehen sein, könnte aber auch als Gegenreaktion auf den Drogenkonsum interpretiert werden. Jedenfalls sagt der Text aus, dass man das Beste versuchen und Hemmungen im Bewusstsein zurücklassen sollte, dass erst nach dem unvermeidlichen Tod das Schlimmste passieren könne. Zu erkennen ist eine endende Beziehung („try now we can only lose / and our love become a funeral pyre“). Wenn man wartet („wallow“) in den unbedeutenden Lebensphasen („mire“), dann wird die Liebe einen zum Scheiterhaufen („funeral pyre“) führen. Manzarek selbst hatte vor der Ed Sullivan Show klargestellt, dass es sich nicht um einen Drogensong, sondern um ein Liebeslied handele.

## Kommerzieller Erfolg
Zunächst wurde am 4. Januar 1967 das Debütalbum The Doors veröffentlicht. Die gekürzte Single Light My Fire / The Crystal Ship (Elektra 45615) kam im April 1967 auf den Markt. Während das Album für eine Million US-Dollar Umsatz am 11. September 1967 eine Goldene Schallplatte erhielt, verkaufte die Single eine Million Exemplare. Die Gruppe präsentierte ihren ersten Hit live in der Ed-Sullivan-Show am 17. September 1967. Er verbrachte in den USA drei Wochen auf Rang eins in den US-Billboard Hot 100. In Großbritannien platzierte er sich auf Rang 49. Erst durch die Wiederveröffentlichung anlässlich des Oliver-Stone-Films The Doors gelangte die Single in Großbritannien im Juni 1991 bis auf Rang 7. Light My Fire war der erste Nummer-eins-Hit für Elektra Records nach 18 Jahren Labelgeschichte. In den Konzerten waren die Fans nur an Light My Fire interessiert, was dem Sänger Jim Morrison widerstrebte.

### Chartplatzierungen
| ChartsChartplatzierungen       | Höchstplatzierung | Wochen |
| ------------------------------ | ----------------- | ------ |
| Vereinigte Staaten (Billboard) | 1 (17 Wo.)        | 17     |
| Vereinigtes Königreich (OCC)   | 7 (9 Wo.)         | 9      |

| ChartsJahrescharts (1967)      | Platzierung |
| ------------------------------ | ----------- |
| Vereinigte Staaten (Billboard) | 6           |

### Auszeichnungen für Musikverkäufe
| Land/Region                  | Auszeichnungen für Musikverkäufe (Land/Region, Auszeichnung, Verkäufe) | Verkäufe  |
| ---------------------------- | ---------------------------------------------------------------------- | --------- |
| Italien (FIMI)               | Gold                                                                   | 25.000    |
| Vereinigte Staaten (RIAA)    | Gold (Physisch) · + 2× Platin (Digital)                                | 3.000.000 |
| Vereinigtes Königreich (BPI) | Silber                                                                 | 200.000   |
| Insgesamt                    | 1× Silber · 2× Gold · 2× Platin ·                                      | 3.225.000 |

Hauptartikel: The Doors/Auszeichnungen für Musikverkäufe

## Skandal in derEd-Sullivan-Show
Der Auftritt der Doors in der Ed-Sullivan-Show war der erste mehrerer landesweiter von den Doors provozierter Skandale. Die Produzenten der CBS waren der Auffassung, dass das Wort „higher“ für eine Familienshow ungeeignet sei. Daher müsse die Textzeile „Girl, we couldn’t get much higher“ für die live ausgestrahlte Sendung in das unverfänglichere „Girl, we couldn’t get much better“ geändert werden. Bereits früher hatten die Verantwortlichen mit unterschiedlichem Erfolg versucht, Einfluss auf die Inhalte der Texte von auftretenden Künstlern zu nehmen. Angeblich hatte die Band der Änderung zugestimmt, doch Sänger Jim Morrison habe aus Nervosität beim Auftritt vergessen, den Text in letzter Minute zu ändern. Da Morrison entgegen dem Wunsch der Produzenten doch den Originaltext gesungen hatte, ließ man die Gruppe wissen, dass man es statt der geplanten weiteren sechs Einladungen bei dieser Show belassen werde. Obwohl das Publikum applaudierte, war Ed Sullivan verärgert und verweigerte Jim Morrison nach dem Auftritt den Handschlag.

## Auseinandersetzung mit Buick
Buick wollte das Stück für einen Werbespot (Come on, Buick, light my fire) verwenden. Außer Morrison, der sich auf Reisen befand, hatten die anderen Bandmitglieder zugestimmt. Morrison rief nach seiner Rückkehr bei Buick an und drohte damit, dass er bei einem Auftritt einen Buick mit einem Vorschlaghammer bearbeiten würde, wenn die Firma das Stück verwende. Eine entsprechende Szene im Film The Doors beruht auf dieser Geschichte, ist jedoch rein fiktional.

## Coverversionen
Es gibt mindestens 138 Coverversionen. Eine bekannte Version stammt von José Feliciano in einer von Rick Jarrard mit dem Orchester George Tipton produzierten Version, die im Juli 1968 veröffentlicht wurde. Diese belegte Rang 3 in den USA und Rang 6 in Großbritannien und gewann einen Grammy Award als bester Popsong des Jahres 1969. Das Lied wurde in den folgenden Jahren oft gecovert. So folgte im Dezember 1968 The Lettermen, B. J. Thomas veröffentlichte das Lied auf seiner LP On My Way im Dezember 1968, und Booker T. & the M.G.’s veröffentlichten es im Mai 1969. Zwischen Juni 1969 und April 1970 nahmen Julie Driscoll & Brian Auger, Stevie Wonder, Nancy Sinatra, Julie London, Jackie Wilson, die Four Tops und Shirley Bassey das Lied auf.
Neben den an der Originalversion von The Doors angelehnten Coverversionen wie etwa von Pearl Jam wurde das Lied in verschiedenen Musikstilen aufgenommen. So gibt es eine Krautrockversion von Birth Control, ein Soulversion von Al Green und eine Hardrockversion von Led Zeppelin. Eine Trip-Hop-Version stammt von Massive Attack, und UB40 nahm das Lied mit einem Reggaeeinschlag auf. 2000 erschien eine orchestrale Instrumentalversion auf dem Album The Doors Concerto von Jaz Coleman und Nigel Kennedy. Will Young erreichte mit seiner im Mai 2002 erschienenen und an José Feliciano angelehnten Fassung Rang eins in Großbritannien und verkaufte dort 400.000 Exemplare. Dank Feliciano und Young ist Light My Fire die einnahmestärkste Komposition der Doors.